# Валенайм
Валена́йм (фр. Wahlenheim) — коммуна на северо-востоке Франции в регионе Гранд-Эст (бывший Эльзас — Шампань — Арденны — Лотарингия), департамент Нижний Рейн, округ Агно-Висамбур, кантон Агно.
Площадь коммуны — 2,55 км², население — 377 человек (2006) с тенденцией к росту: 367 человек (2013), плотность населения — 143,9 чел/км².

## Население
Население коммуны в 2011 году составляло 383 человека, в 2012 году — 379 человек, а в 2013-м — 367 человек.
| 1962 | 1968 | 1975 | 1982 | 1990 | 1999 | 2006 | 2008 | 2011 | 2012 | 2013 |
| ---- | ---- | ---- | ---- | ---- | ---- | ---- | ---- | ---- | ---- | ---- |
| 236  | 231  | 245  | 340  | 368  | 365  | 377  | 392  | 383  | 379  | 367  |

Динамика населения:

## Экономика
В 2010 году из 265 человек трудоспособного возраста (от 15 до 64 лет) 192 были экономически активными, 73 — неактивными (показатель активности 72,5 %, в 1999 году — 71,1 %). Из 192 активных трудоспособных жителей работали 184 человека (103 мужчины и 81 женщина), 8 числились безработными (двое мужчин и 6 женщин). Среди 73 трудоспособных неактивных граждан 21 были учениками либо студентами, 40 — пенсионерами, а ещё 12 — были неактивны в силу других причин.